# Château de Fontariol
Le château de Fontariol est une ancienne maison forte située au Theil, en France.

## Localisation
Le château est situé sur la commune du Theil, dans le département de l'Allier, en région Auvergne-Rhône-Alpes. Il se situe à une altitude de 450 m sur le versant nord de la colline dominant la route de Saint-Pourçain-sur-Sioule au Montet. Cette route reprend le tracé de l'ancienne voie romaine : Avaricum (Bourges) – Lugdunum (Lyon).
Il se trouve dans le bocage, à 3 km au nord-ouest du bourg.

## Historique
La construction du château de Fontariol remonte probablement à la fin du XVe ou au début du XVIe siècle.
Au milieu du XVIIIe siècle, il est la possession de Marguerite Louan de Fontariol qui le donne en 1775 à son neveu le marquis de Tilly. En 1779, il passe à Gilbert de Boucaumont des Garennes.

## Description
Le château de Fontariol est bâti sur le flanc d'une butte.
L'édifice se compose d'un corps de logis quadrangulaire, implanté au nord d'une cour cernée de murs et entourée de bâtiments agricoles.
Sa façade sud arbore une tour ronde talutée, bâtie en demi hors-œuvre, abritant un escalier à vis, et à son sommet un pigeonnier. Une autre tour circulaire, hors-œuvre, renforce l'angle nord-ouest. Les façades sud et est conservent quelques meurtrières et deux fenêtres à croisées en pierre. 
Son architecture est caractéristique des manoirs bourbonnais construits entre le Berry et le Bourbonnais à la fin du Moyen Âge

## Protection aux monuments historiques
Le château en totalité avec ses communs, son mur d'enceinte et le sol de la cour sont inscrits au titre des monuments historiques par arrêté du 10 février 2010.